# Liste des émetteurs de radiodiffusion en grandes ondes en Europe
Cette liste incomplète recense les émetteurs grandes ondes (ondes longues) actifs, inactifs et démantelés situés en Europe.

## Émetteurs actifs
| Fréquence (en kHz) | Site de l'émetteur | Puissance (PAR) Nuit-Jour | Plages de Diffusion (TUC)                        | Caractéristiques de l’émetteur                                       | Programme diffusé                                          | Remarques                                     | Sources |
| ------------------ | ------------------ | ------------------------- | ------------------------------------------------ | -------------------------------------------------------------------- | ---------------------------------------------------------- | --------------------------------------------- | ------- |
| 153                | Brașov             | 200 kW                    | 24h                                              | antenne en T accrochée à 2 mâts haubanés de 250m                     | Radio Romania Antena Satelor                               |                                               | [ 1 ]   |
| 162                | Allouis            | 800 kW                    | 24h                                              | 2 pylônes haubanés de 350m (1 émetteur + 1 directeur)                | ANFR (signaux horaires)                                    | Diffusion de France Inter jusqu'au 31/12/2016 | [ 2 ]   |
| 189                | Hellissandur       | 300 kW                    | 24h                                              | 1 pylône haubané de 412m                                             | RÚV 1/2                                                    |                                               | [ 1 ]   |
| 198                | Burghead           | 50 kW                     | 24h                                              | 1 pylône haubané de 154m                                             | BBC 4 / BBC World Service                                  |                                               | [ 1 ]   |
| 198                | Droitwich          | 500 kW                    | 24h                                              | antenne en T accrochée à 2 mâts haubanés de 210m                     | BBC 4 / BBC World Service                                  |                                               | [ 1 ]   |
| 198                | Falkirk            | 50 kW                     | 24h                                              | 1 pylône haubané de 152m                                             | BBC 4 / BBC World Service                                  |                                               | [ 1 ]   |
| 207                | Eiðar              | 100 kW                    | 24h                                              | 1 pylône haubané de 221m                                             | RÚV 1/2                                                    |                                               | [ 1 ]   |
| 225                | Solec Kujawski     | 1 000 kW                  | 24h                                              | 1 pylône haubané de 330m                                             | Polskie Radio Jedynka                                      |                                               | [ 1 ]   |
| 234                | Beidweiler         | 375-750 kW                | 04h - 23h                                        | 3 pylônes haubanés de 290m (1 réflecteur + 1 émetteur + 1 directeur) | RTL France (jusqu'à l'arrêt définitif au 31 décembre 2022) | émetteur supplémentaire : Junglinster         | [ 1 ]   |
| 243                | Kalundborg         | 50 kW                     | 04h45-05h05, 07h-08h05, 10h45-11h15, 16h45-17h15 | antenne en T accrochée à 2 mâts haubanés de 118m                     | DR Langbølge                                               |                                               | [ 1 ]   |
| 252                | Clarkstown         | 60-150 kW                 | 05h - 02h                                        | 1 pylône haubané de 248m                                             | RTÉ Radio 1                                                |                                               | [ 1 ]   |

## Émetteurs inactifs et démantelés
| Fréquence (en kHz) | Site de l'émetteur | Puissance (PAR) Nuit-Jour | Plages de Diffusion (TUC) | Caractéristiques de l’émetteur | Programme diffusé       | Statut    | Date d'arrêt | Remarques                  | Sources |
| ------------------ | ------------------ | ------------------------- | ------------------------- | ------------------------------ | ----------------------- | --------- | ------------ | -------------------------- | ------- |
| 153                | Donebach           | 500 kW                    | 24h                       |                                | Deutschandfunk          | Démantelé | 31/12/2014   |                            |         |
| 153                | Ingøy              | 100 kW                    | 24h                       |                                | NRK 1/2                 | Inactif   | 1/12/2019    |                            | [ 1 ]   |
| 171                | Kaliningrad        | 75-150 kW                 | 24h                       |                                | VGTRK Radio Rossi       | Inactif   | 9/01/2014    |                            | [ 1 ]   |
| 171                | Tbilisskaya        | 1 200 kW                  | 24h                       |                                | VGTRK Radio Rossi       | Inactif   | 9/01/2014    |                            | [ 1 ]   |
| 177                | Zelhendorf         | 500 kW                    | 24h                       |                                | Deutschandfunk Kultur   | Démantelé | 31/12/2014   | test en DRM durant la nuit | [ 2 ]   |
| 183                | Felsberg           | 750 kW                    | 24h                       |                                | Europe 1                | Démantelé | 31/12/2019   |                            | [ 2 ]   |
| 189                | Caltanissetta      | 10 kW                     |                           |                                | Rai Radio 1             | Inactif   | 09/08/2004   |                            |         |
| 198                | Raszyn             | 200 kW                    |                           |                                | Polskie Radio Parlament | Inactif   | 30/07/2009   |                            |         |
| 198                | Moscou             | 150 kW                    | 24h                       |                                | VGTRK Radio Rossi       | Inactif   | 14/03/2013   |                            | [ 1 ]   |
| 198                | Saint-Pétersbourg  | 150 kW                    | 24h                       |                                | VGTRK Radio Rossi       | Inactif   | 14/03/2013   |                            | [ 1 ]   |
| 207                | Aholming           | 500 kW                    | 24h                       |                                | Deutschandfunk          | Démantelé | 31/12/2014   |                            |         |
| 216                | Roumoules          | 600-900 kW                | 06h - 00h15               |                                | RMC                     | Inatif    | 29/03/2020   |                            | [ 2 ]   |
| 252                | Kazan              | 150 kW                    | 24h                       |                                | VGTRK Radio Rossi       | Inactif   | 9/01/2014    |                            | [ 1 ]   |
| 261                | Burg               | 200 kW                    |                           |                                | Radio Wolga             | Démantelé | 18/02/1976   |                            | [ 1 ]   |
| 261                | Taldom             | 250 kW                    | 24h                       |                                | VGTRK Radio Rossi       | Inactif   | 9/01/2014    |                            | [ 1 ]   |
| 270                | Topolná            | 50 kW                     | 04h(05h Sam/Dim) - 23h00  |                                | ČRo Radiožurnál         | Inactif   | 31/12/2021   |                            | [ 1 ]   |